# Forum sur la biodiversité de 1986
 (juillet 2023).
La mise en forme du texte ne suit pas les recommandations de Wikipédia : il faut le « wikifier ».
Les points d'amélioration suivants sont les cas les plus fréquents :
- Les titres sont pré-formatés par le logiciel. Ils ne sont ni en capitales, ni en gras.
- Le texte ne doit pas être écrit en capitales (les noms de famille non plus), ni en gras, ni en italique, ni en « petit »…
- Le gras n'est utilisé que pour surligner le titre de l'article dans l'introduction, une seule fois.
- L'italique est rarement utilisé : mots en langue étrangère, titres d'œuvres, noms de bateaux, etc.
- Les citations ne sont pas en italique mais en corps de texte normal. Elles sont entourées par des guillemets français : « et ».
- Les listes à puces sont à éviter, des paragraphes rédigés étant largement préférés. Les tableaux sont à réserver à la présentation de données structurées (résultats, etc.).
- Les appels de note de bas de page (petits chiffres en exposant, introduits par l'outil «  Source ») sont à placer entre la fin de phrase et le point final[comme ça].
- Les liens internes (vers d'autres articles de Wikipédia) sont à choisir avec parcimonie. Créez des liens vers des articles approfondissant le sujet. Les termes génériques sans rapport avec le sujet sont à éviter, ainsi que les répétitions de liens vers un même terme.
- Les liens externes sont à placer uniquement dans une section « Liens externes », à la fin de l'article. Ces liens sont à choisir avec parcimonie suivant les règles définies. Si un lien sert de source à l'article, son insertion dans le texte est à faire par les notes de bas de page.
- La présentation des références doit suivre les conventions bibliographiques. Il est recommandé d'utiliser les modèles {{Ouvrage}}, {{Chapitre}}, {{Article}}, {{Lien web}} et/ou {{Bibliographie}}. Le mode d'édition visuel peut mettre en forme automatiquement les références.
- Insérer une infobox (cadre d'informations à droite) n'est pas obligatoire pour parachever la mise en page.

Pour une aide détaillée, merci de consulter Aide:Wikification.
Si vous pensez que ces points ont été résolus, vous pouvez retirer ce bandeau et améliorer la mise en forme d'un autre article.
Le Forum sur la biodiversité (National Forum on BioDiversity) est un événement qui se déroule à Washington  du 21 au 25 septembre 1986 sous la direction conjointe de l’Académie nationale des sciences (NAS) et de la Smithsonian Institution.

## Origine du concept
L'idée du Forum émane de Walter G.Rosen, Senior Program Officer dans le comité de biologie fondamentale du  Conseil national de la recherche (NRC), à l'époque le bras opérationnel de l’Académie nationale des sciences.
La motivation pour l’organiser venait de l’inquiétude de ce comité présidé par Rosen face à la fréquence accrue des extinctions d’espèces et leur volonté d’informer le public sur le sujet.

## Organisation
La codirection du forum est assurée par Walter G. Rosen et Edward W. Bastian, ce dernier représentant la Smithsonian Institution. Les autres membres du comité sont  William Jordan  III, Thomas  E. Lovejoy  III, Harold  A. Mooney (en), Stanwyn  Shetler, et  Michael E. Soulé.
Les différents ateliers sont dirigés par F. William Burley, William  Conway, Paul R. Ehrlich, Michael  Hanemann, William  Jordan  III, Thomas E.Lovejoy III, Harold A. Mooney, James D. Nations, Peter H. Raven, Michael H. Robinson (en), Ira Rubinoff (en), et Michael E. Soulé.
Un ouvrage collectif intitulé BioDiversityet publié en 1988 avec E.O. Wilson pour rédacteur en chef en est issu. Wilson y déclare que «ce livre documente une nouvelle alliance entre les forces scientifiques, gouvernementales et commerciales pour réformer le mouvement de la conservation international pour les décennies à venir».

## Promotion et conséquences
Le forum bénéficie  d'une vigoureuse promotion incluant des sessions de briefing avec la presse.
Environ 14 000 visiteurs fréquentent le forum, 10000 le suivent en téléconférence. Outre le livre, une vidéo de la conférence entrecoupée d'images du monde naturel est produite.
Le forum attira plus de quarante journalistes et suscita de nombreux articles dans la presse quotidienne et les périodiques, notamment le Time magazine, le Washington Post, le NewYork Times et le Boston Globe.
Selon le compte rendu du New-York Times: «Les scientifiques et les défenseurs de l’environnement appellent instamment à une action mondiale pour ralentir l’accélération de l’extinction massive des espèces animales et végétales... les orateurs, les uns après les autres, ont déclaré que l’activité humaine, en particulier la destruction rapide des forêts tropicales, réduisait dangereusement la diversité biologique de la terre. Beaucoup d’entre eux ont averti que cette perte menaçait les futures sources de nourriture et de drogues humaines et, selon plusieurs intervenants, pourrait même menacer le niveau actuel de civilisation...»
Selon E .O Wilson, environ 10000 espèces disparaissent chaque année, nombre en augmentation et il soupçonne que tout dépendra d’une décision éthique, de la façon dont nous valorisons le monde naturel dans lequel nous avons évolué et, de plus en plus, de la façon dont nous considérons notre statut en tant qu’individus.
Dès 1987, alors qu'il est encore sous presse, le livre issu du forum est déjà référencé dans le rapport de la «Commission Brundtland» de l'ONU. Il devient un best-seller avec 14 éditions imprimées en l'espace de 11 ans. Aujourd'hui largement diffusé sur internet sous format numérique (pdf).

## Genèse du motbiodiversity(biodiversité)
Wilson attribue à Rosen l'invention du mot biodiversity qui fait ici sa première grande apparition publique,. Toutefois le terme apparaît déjà deux fois dans la revue BioScience à l'époque de la préparation du forum, revue à laquelle Rosen collaborait.
D'abords dans le cartouche d'un article de 1985 écrit par Laura Tangley, qui ne se souvient pas l'avoir généré consciemment. Puis en 1986 Robert L. Peters utilise aussi  le terme biodiversity dans une réplique à un commentaire sur un de ses articles, lui aussi sans souvenir conscient du fait.
Notons que dans le numéro de décembre de la même revue, Tangley  mentionne le forum alternant les deux termes biodiversité et diversité biologique .
Wilson avait tout d'abord rejeté le terme biodiversity, le trouvant trop clinquant et manquant de dignité. Rosen et ses collègues insistent : biodiversité est plus simple et plus distinctif que diversité biologique, le terme défendu par Wilson, le public s’en rappellera plus facilement.
Ultérieurement, Wilson reconnu que Rosen avait eu complètement raison, ce côté clinquant ayant contribué à la rapidité de sa diffusion. Dès 1987 c’était un des termes les plus usités dans la littérature de conservation de l'environnement.

## Thèse de David Takacs
Aujourd'hui professeur de droit, David Takacs est surtout connu pour son essai sur la naissance du concept de biodiversité conçu alors qu'il était professeur assistant en écologie à l'université d'État de Californie. Pour cette essai il a interviewé (1992) une vingtaine de biologistes au cœur du développement de la biodiversité. C'est, avec les mémoires de E.O. Wilson et son chapitre de BioDiversity, la référence principale quant à l'origine du mot biodiversity (biodiversité), tant Wilson que Rosen lui ayant confirmé la thèse dans leurs interviews de 1992.
Concernant l'invention du mot biodiversity Rosen lui affirme que «ce n'était pas difficile, Il n'y avait qu'à retirer le mot logical de l'expression biological diversity. Enlever la logique de quelque chose supposé scientifique est contradictoire, non? Et pourtant c’est pourquoi je me suis montré impatient face à l’Académie Nationale des Sciences. Parce qu’ils sont toujours si logiques qu’ils semblent ne plus laisser d’espace pour l’émotion et l’esprit».
Selon Takacs, la NAS est une institution à la réputation très conservatrice, attachée à l'idée d'objectivité scientifique et soucieuse de se maintenir au-dessus de la mêlée politique et de ses querelles. Elle avait donc hésité à soutenir l’idée du forum car elle avait peur qu'il se transforme en plaidoyer mettant en cause sa réputation d'objectivité. Pour Tackac c'est pourtant bien ce qui s'est produit. À l'appui de sa thèse il mentionne la constitution par un groupe de biologistes éminents d'un «club de la terre», qui tient une conférence de presse pendant le forum pour défendre l'importance de la biodiversité. S'y retrouvaient E.O Wilson, Jared Diamond, Paul Ehrlich, Thomas Eisner, G. Evelyn Hutchinson, Ernst Mayr, Charles D. Michener, Harold A. Mooney, et Peter Raven.
Daniel Janzen (en) mentionne à Takacs que le forum était un événement explicitement politique, explicitement conçu pour sensibiliser le Congrès à cette complexité des espèces que nous perdons. Beaucoup des participants y allèrent en mission politique.
À Laura Tangley, Rosen affirme que le forum était un «exercice en éveil des consciences,» ajoutant que  «les organisateurs avaient le sentiment que si le problème de la diversité biologique avait pénétré la conscience des scientifiques, il n'y avait pas encore beaucoup d'attention du public à son sujet.»
Pour Takacs, «les biologistes de la conservation ont généré et disséminé le terme biodiversity pour changer notre carte mentale, pensant que si vous concevez la nature différemment, vous la voyez et  valorisez différemment. En conséquence d'une campagne vigoureuse et déterminée menée par un groupe d'écologues et de biologistes...la biodiversité est devenue un point focal pour le mouvement écologiste». «Beaucoup de biologistes ont toujours aimé la Terre mais ont réprimés le passage à l'acte. Rosen a fourni un forum et ouvert une voie pour les forces qui grondaient sous la surface, et un étendard qui a depuis été levé d’innombrables foi en défense de la Terre...et la façon dont nous concevons le monde naturel ne sera plus jamais la même.